# Denys Affre
Pour les articles homonymes, voir Affre.
Denys Auguste Affre, né à Saint-Rome-de-Tarn (Aveyron), le 27 septembre 1793, et mort à Paris, le 27 juin 1848, est le 126e archevêque de Paris.

## Biographie
Denys-Auguste Affre est né le 28 septembre 1793, à Saint-Rome-de-Tarn, en Aveyron. Son père était avocat au Parlement de Toulouse. Il est le deuxième d’une famille de sept enfants. Il est baptisé dans la maison paternelle par un prêtre réfractaire. A l’aube de la période impériale, entre 1804 et 1807, il réalise ses études au Collège de Saint-Affrique. Il poursuit son cursus au séminaire Saint-Sulpice à Paris (alors sous la direction de son oncle Pierre-Denis Boyer), jusqu’en 1815. Son parcours académique achevé, le 16 novembre 1816, il est admis dans la Compagnie des prêtres de Saint-Sulpice. Dans le prolongement, il est envoyé à Nantes, où il enseigne la philosophie, en attendant de pouvoir satisfaire à la condition d’âge requis pour l’ordination sacerdotale. Le 16 mai 1818, il est ordonné prêtre par Monseigneur de Quélen, alors auxiliaire du cardinal-archevêque de Paris. Il décide l’archevêque à confier la chaire de Notre-Dame à Lacordaire.
Établi à Paris, il est nommé professeur de Dogme, au séminaire d’Issy. En 1820, il part se reposer en famille, avant de revenir à Paris, où il devient aumônier de l’hospice des Enfants trouvés. A cette même époque, il fonde un hebdomadaire, La France chrétienne, Journal religieux, politique et littéraire. Très tôt, il réfute les thèses de Lamenais, 1822, il est nommé chanoine et vicaire général du diocèse de Luçon. De 1823 à 1834 il est vicaire général du diocèse d’Amiens, office qu’il poursuit dans le diocèse de Paris, de 1834 à 1839. Il soutient fermement les fondateurs, libéraux et sociaux et républicains, de l’Ere Nouvelle.
Le 4 décembre 1839, il est évêque coadjuteur nommé du diocèse de Strasbourg. Néanmoins, la mort de Hyacinthe-Louis de Quélen le 31 décembre 1839, ne lui permet pas de partir, nommé premier vicaire capitulaire de Paris et chargé de l’administration du diocèse. Le 26 mai 1840, alors que se déploie le régime de la Monarchie de Juillet, il est nommé archevêque de Paris et sacré, le 6 août 1840, en la cathédrale Notre-Dame.
Expert en droit canonique, intellectuellement porté vers le droit public et de manière particulière très enclin à l’étude des relations Église Etat, son fort caractère, ses convictions ancrées et son « tempérament de combattant » le conduisent, à l’époque où s’appliquent les Articles organiques, à toujours défendre l’indépendance de l’Église à l’encontre des ambitions politiques promues par les autorités instituées. Sa position forte se manifeste à l’égard notamment des biens temporels de l’Église, dont il n’a de cesse de revendiquer la propriété au profit de l’Église face aux constants assauts de l’Etat.
Vis-à-vis de l’Église, il se montre attaché aux principes gallicans, en ce sens qu’il veut affirmer l’autorité épiscopale. Ainsi, il souhaite renouveler la collégialité épiscopale ou encore maintenir la volonté de conserver la liturgie propre au diocèse de Paris. Ces ambitions lui valent la critique de la nonciature, en la personne de Raffaele Fornari. Pour autant, l’archevêque de Paris demeure en pleine communion avec le Saint-Siège. Denys Affre s’emploie aussi à réorganiser dans son diocèse l’administration, la justice, les finances et surtout, sans doute, la formation du clergé, pour laquelle il manifeste un très grand intérêt. Encore, il se montre très attentif à l’éducation religieuse des laïcs. Sa grande activité pastorale se manifeste notamment par l’ampleur de sa bibliographie.
Dans l’exercice de cette charge, Denys Affre se signale par l’amélioration des études ecclésiastiques et pour la liberté de l'enseignement. On lui doit la création de l’école des Carmes et de l’école de théologie de la Sorbonne. Soucieux de l'évangélisation du prolétariat, il ouvre de nombreuses paroisses ouvrières, comme celles de Ménilmontant, Plaisance, Petit-Montrouge, Maison-Blanche, Petit-Gentilly, Notre-Dame de la Gare, Billancourt, Gros-Caillou ou encore Sainte-Clotilde.
Pendant les insurrections de juin 1848, il croit que sa présence près des barricades peut être un moyen de ramener la paix. Il en fait part au général Louis Eugène Cavaignac, qui le met en garde contre les dangers qu’il court. « Ma vie, répond-il, a peu de valeur, je la risquerai volontiers. » Le 25 juin, les tirs ayant cessé à sa demande, il apparaît sur la barricade à l’entrée du faubourg Saint-Antoine, accompagné par M. Albert, de la Garde nationale, habillé comme un ouvrier et arborant une branche verte en signe de paix, et par Pierre Sellier, un domestique qui lui est dévoué. Ses deux vicaires généraux, Antoine Jaquemet et Jules Ravinet, futurs évêques de Nantes et de Troyes, sont également présents sur les lieux mais auraient été séparés de lui dans la confusion générale. Dans le tableau de Jean-Jacques Champin La place de la Bastille et la barricade à l'entrée du faubourg Saint-Antoine, le 25 juin 1848, conservé au musée Carnavalet, le peintre a représenté Affre s'avançant fatalement vers la barricade.
Il est accueilli dans la stupeur, mais à peine a-t-il prononcé quelques mots que les hostilités reprennent et qu’il est atteint par un coup de feu. On le conduit au presbytère de Saint-Antoine et il est ramené le lendemain à l'hôtel Chenizot au 51 rue Saint-Louis-en-l'Île, devenu sa résidence depuis 1846, où il meurt le 27 juin, vers 4 h 30 du matin.
L'archevêque a vraisemblablement été touché par une balle perdue, sans qu'on sache avec certitude de quel côté celle-ci provenait : « on a tout lieu de croire qu'il a été victime d'un accident, et non d'un assassinat », écrit ainsi Le National. Prudent, le Journal des Débats publia ces lignes : « On dirait que par pitié pour l'humanité, Dieu a voulu cacher dans les ténèbres la main qui avait commis ou cet épouvantable crime ou cet affreux malheur. »
Dans son édition des Choses vues, de Victor Hugo, Hubert Juin cite, en une note de bas de page, le témoignage suivant : « Je soussigné, Jacquemet, vicaire général de l'archevêque de Paris, qui avais l'honneur de l'accompagner dans la mission de paix et de charité qu'il avait entreprise, atteste, autant qu'il a été possible d'en juger au milieu d'une grande confusion, qu'il n'a pas été frappé par ceux qui défendaient les barricades. - 26 juin 1848 . » Ce sont les insurgés qui portent le blessé aux Quinze-Vingts sur un brancard de fusils entrecroisés.
Il est transporté blessé jusqu'à la chapelle de l'hôpital des Quinze-Vingts. Ses dernières paroles sont une citation de l'évangile de Jean suivie d'un appel à la paix : « Le bon pasteur donne sa vie pour ses brebis, que mon sang soit le dernier versé ». Le lendemain, l'Assemblée nationale vote l'hommage suivant : « L'Assemblée nationale regarde comme un devoir de proclamer sa religieuse reconnaissance et sa profonde douleur pour le dévouement et la mort saintement héroïque de Monseigneur l'archevêque de Paris. »
Les obsèques officielles, le 7 juillet, sont un spectacle émouvant. Certaines biographies parlent de 200 000 personnes qui suivent le cortège.[réf. nécessaire] Le cœur de l'archevêque est placé dans une urne pour être gardé dans la chapelle des Carmes.

## Distinction
- Chevalier de la Légion d'honneur (3 avril 1841)[9]

## Toponymie
En novembre 1848, le village colonial de Oued Rehan (sud de Miliana), en Algérie, est nommé Affreville en l’honneur du prélat.
À Paris, il existe depuis 1864 une rue Affre, dans le 18e arrondissement.
À Nantes, la rue Affre longe la basilique Saint-Nicolas.
On trouve également une rue Affre à Toulouse, une rue Denis-Affre à Saint-Affrique une rue Denis-Affre à Millau et à Rodez, et une avenue Denis-Affre à Saint-Rome-de-Tarn.

## Hommages et iconographie
À l'occasion des jubilés de la mort de Denys Affre, des commémorations ont lieu à Saint-Rome-de-Tarn, en présence d'autorités civiles et religieuses et de la famille Affre. Les cent-cinquante ans ont été célébrés le 12 juillet 1998, entre autres, par le cardinal Jean-Marie Lustiger.
De très nombreuses médailles ont été frappées en 1848 et 1849 pour commémorer la mort tragique de l'archevêque de Paris. Le musée Carnavalet en conserve plusieurs dizaines.
Le tombeau de Denys Affre est toujours visible à la cathédrale Notre-Dame de Paris, dans la chapelle Saint-Denis, située au Sud du chœur. Le gisant, œuvre du sculpteur Auguste-Hyacinthe Debay, représente Denys Affre au sol, mortellement blessé.
À Affreville, une statue due au sculpteur algérois André Greck est inaugurée en juin 1948. Elle représente Affre au moment où il est frappé par la balle. Cette statue est démontée en 1964 pour être installée à Saint-Rome-de-Tarn, sa ville natale. Une plaque est d'ailleurs apposée sur sa maison natale.
La ville de Rodez abrite également, depuis la fin du XIXe siècle, une statue similaire, due au sculpteur Jean-Auguste Barre (Thiébaut fondeur).
Au séminaire des Carmes, une stèle rend hommage à Denys Affre, son fondateur.
Un vitrail représentant Affre est visible à l'église Saint-Roch de Paris, dans la chapelle de l'Adoration. Il est à noter qu'il n'est pas représenté dans l'action de sa mort, mais « en majesté », ce qui est rare. Dans l'église Sainte-Marguerite, un vitrail commémore sa mort, sans le représenter.
Le 3 avril 1948, pour le centenaire de sa mort, un timbre postal d'une valeur faciale de 20 francs (avec supplément de 8 francs) est émis, le représentant.
Robert-Victor, poète, reçoit en 1857 une médaille en argent à l'effigie de Napoléon III de l'Académie universelle des arts et manufactures, sciences, musique, belles-lettres et beaux-arts de Paris, pour un poème à la mémoire de Denys Affre.

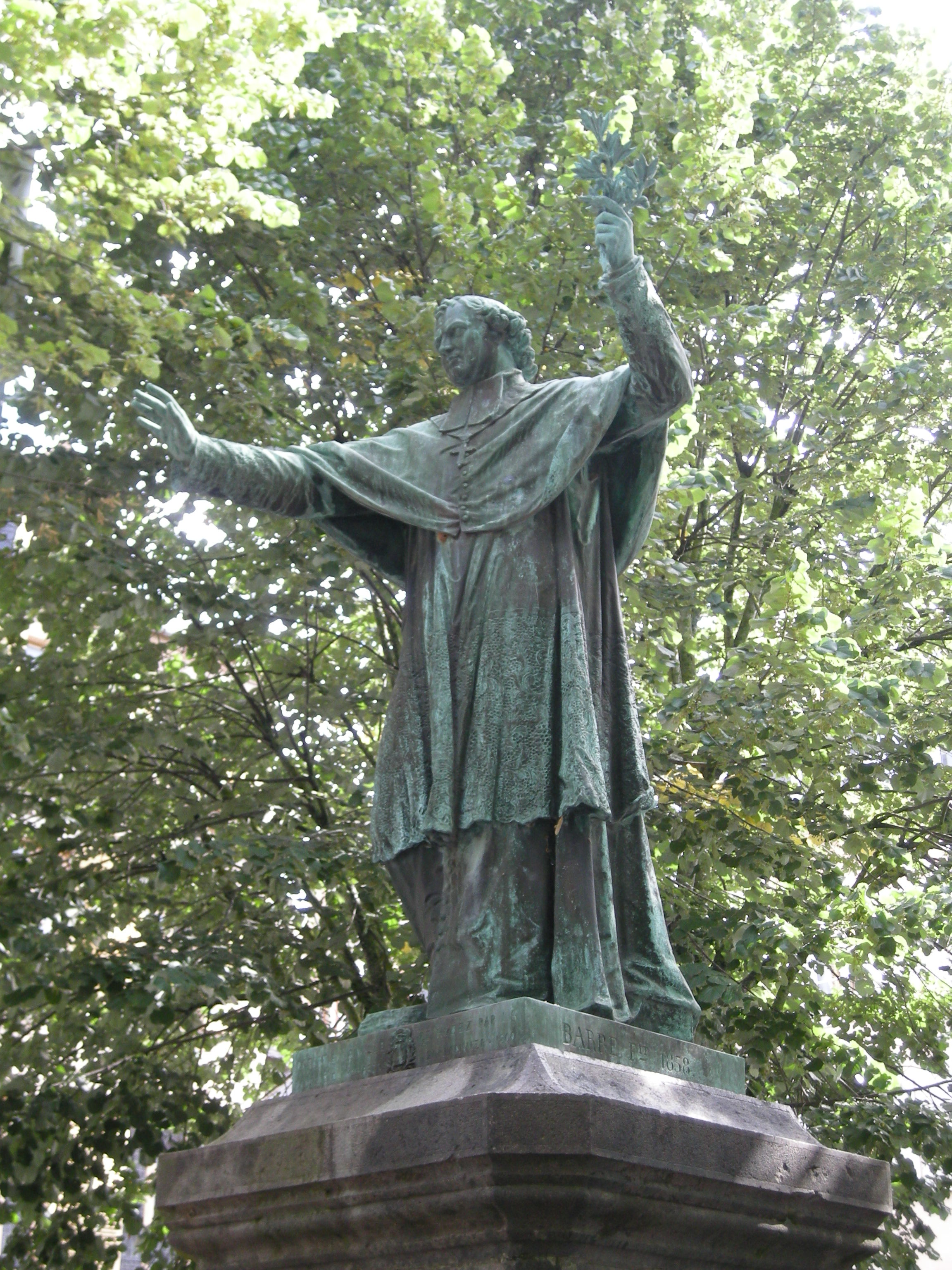
Statue de l'archevêque à Rodez.
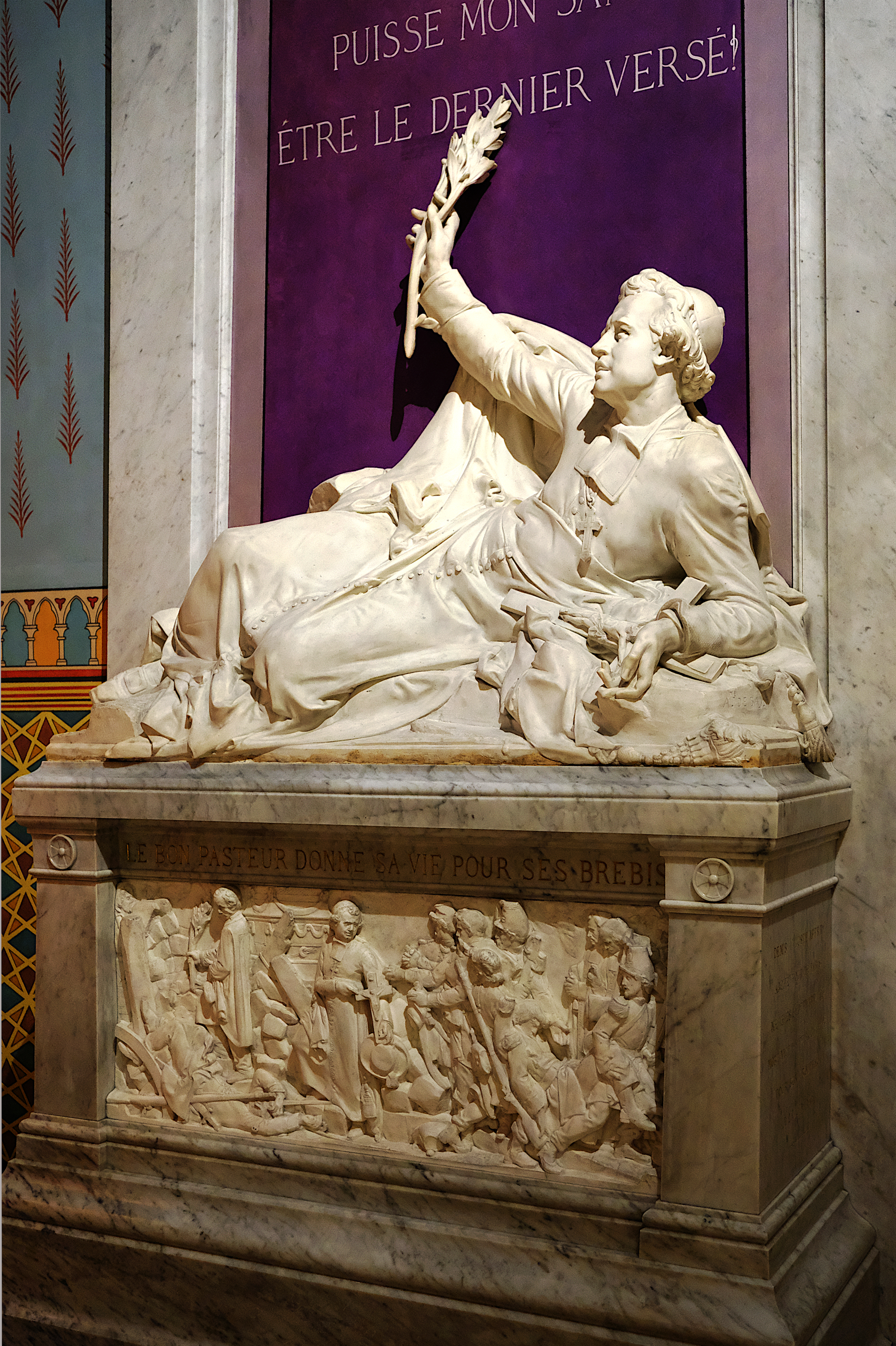
Cénotaphe de Monseigneur Denys Auguste Affre à Notre-Dame-de-Paris.
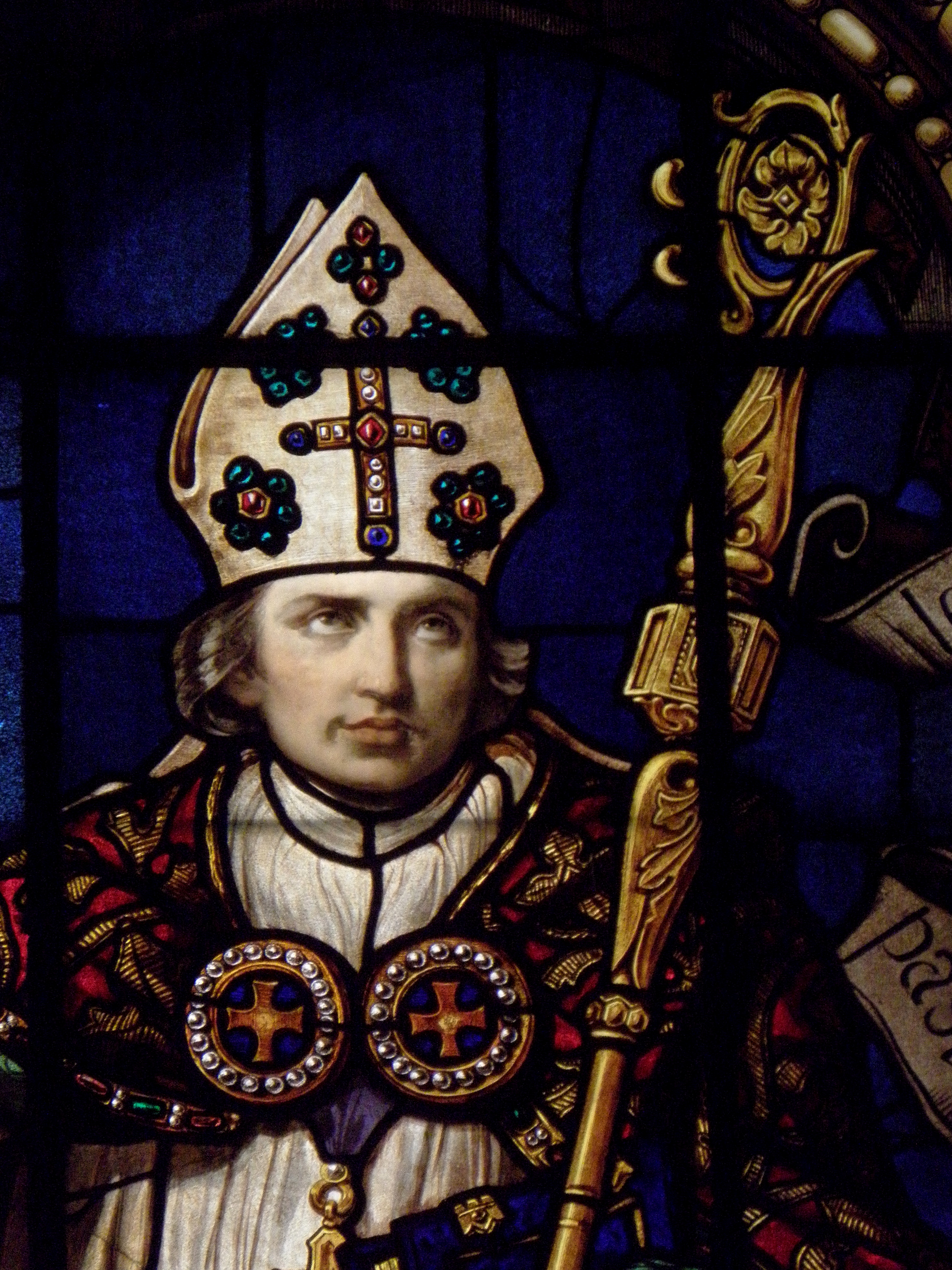
Détail d'un vitrail de l'église Saint-Roch de Paris.
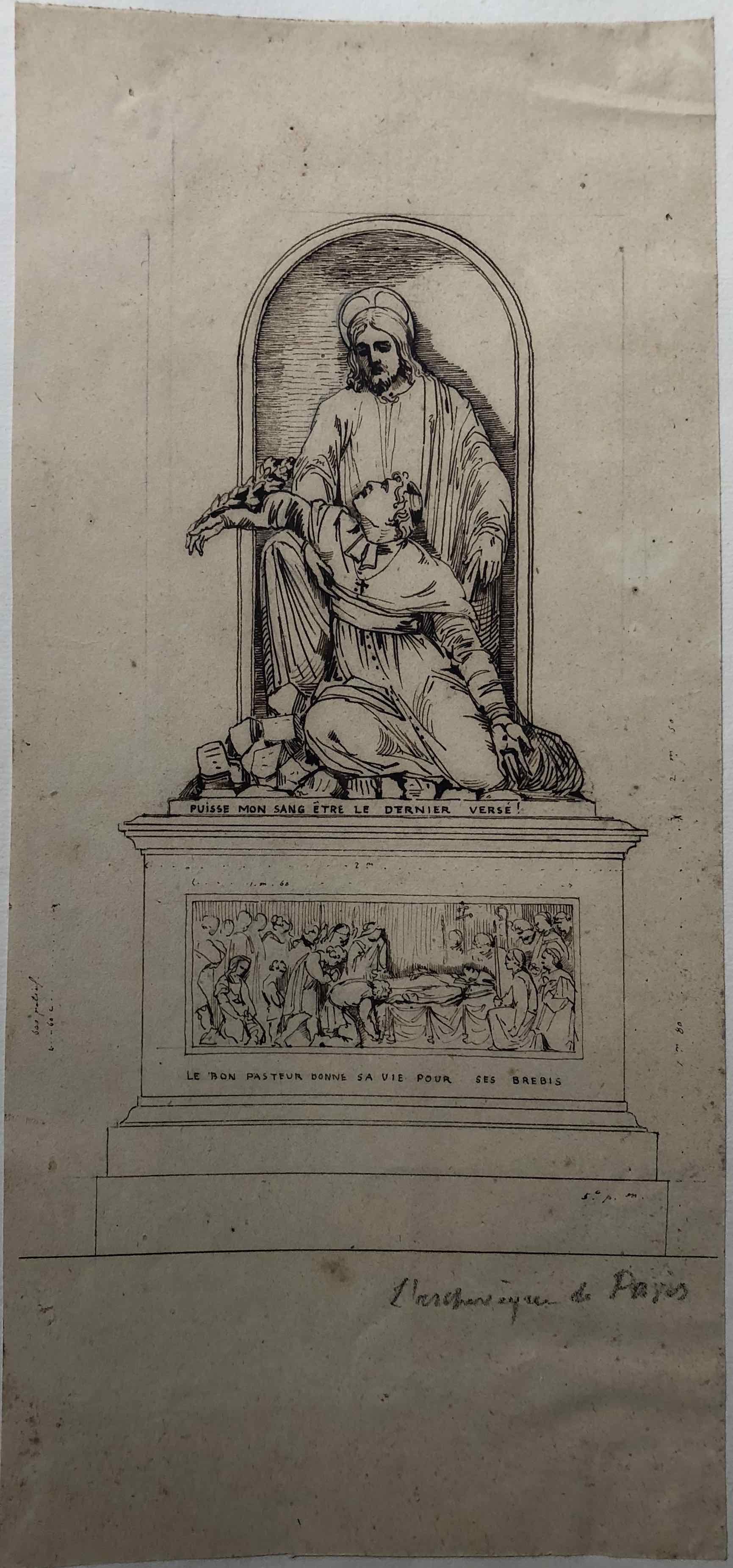
Henry de Triqueti, Projet de tombeau pour monseigneur Affre, archevêque de Paris.

## Publications

### Articles
- Divers articles dans La France chrétienne

### Ouvrages - Correspondance
- De l’appel comme d’abus : son origine, ses progrès et son état présent ; suivi d’un écrit sur l’usage et l’abus des opinions controversées entre les gallicans et les ultramontains, Paris, Paris, Ad. Le Clerc et Cie, Imprimeur-Libraires,1845.
- De l’usage et de l’abus des opinions controversées entre les ultramontains et les gallicans, Paris, Ad. Le Clerc et Cie, Imprimeur-Libraires, 1845.
- Du christianisme à l’École normale, à l’occasion d’un écrit de M. Saisset, par un ancien professeur de philosophie, Paris, Poussiegue-Rusand, libraire, 1845.
- Essai historique et critique sur la suprématie temporelle du pape et de l’Église : Ouvrage dans lequel on examine l’origine, les progrès et la décadence concernant les rapports de l’autorité religieuse avec les gouvernements civils, et où l’on répond aux trois derniers écrits de M. de la Mennais: De la religion considérée dans ses rapports avec l’ordre politique et civil (1826); des progrès de la révolution et de la guerre contre l’Église (1829); Lettre à Monseigneur l’Archevêque de Paris (mars 1829): on y joint les Déclarations du Clergé de France sur les droits respectifs de l’autorité civile et plusieurs autres pièces importantes, Amiens, Caron-Vitet, 1829.
- Introduction philosophique à l'étude du christianisme, Paris, Ad. Le Clerc et Cie, Imprimeur-Libraires, 1845.
- Lettre adressée au rédacteur de l’”Ami de la religion et du roi”, à l’occasion des attaques du “Mémorial” contre l’Essai historique sur la suprématie temporelle du pape et de l’Église, Amiens, Caron-Vitet, 1829.
- Mémoire adressé au roi par les évêques de la province de Paris. Lettre de M. le Ministre des cultes à Mgr l’archevêque de Paris. Réponse de Mgr l’Archevêque de Paris au ministre des cultes, Paris, Ad. Le Clerc et Cie, Imprimeur-Libraires, 1844.
- Mémoire sur l’enseignement philosophique, adressé à la Chambre des Pairs par M. l’Archevêque de Paris, Paris, Ad. Le Clerc et Cie, Imprimeur-Libraires, 1844.
- Nouvel essai sur les hiéroglyphes égyptiens, d'après la critique de M. Klaproth sur les travaux de M . Champollion jeune, Paris, Ad. le Clerc et Cie, Imprimeur-Libraires, 1834
- Observations sur la controverse élevée çà l’occasion de la liberté d’enseignement, Paris, Ad. Le Clerc et Cie, Imprimeur-Libraires, 1843.
- Simple exposé sur la situation des communautés religieuses de Paris, considérées dans leur rapport avec le droit d’association, la liberté de conscience, l’intérêt de l’Etat, des travailleurs et des familles, Paris, Ad. Le Clerc et Cie, Imprimeur-Libraires, 1848.
- Traité de l’administration temporelle des paroisses suivi d’une table chronologique qui renferme le texte des principales lois et d’un grand nombre de décrets et d’avis du Conseil d’Etat, Paris, Ad. Le Clerc et Cie, Imprimeur-Libraires, 1827.
- Traité de l’administration temporelle des paroisses suivi d’une table chronologique qui renferme le texte des principales lois et d’un grand nombre de décrets et d’avis du Conseil d’Etat, seconde édition revue et augmentée, Paris, Ad. Le Clerc et Cie, Imprimeur-Libraires, 1829.
- Traité de l’administration temporelle des paroisses suivi d’une table chronologique qui renferme le texte des principales lois et d’un grand nombre de décrets et d’avis du Conseil d’Etat, seconde édition revue et considérablement augmentée, Paris, Ad. Le Clerc et Cie, Imprimeur-Libraires, 1835.
- Traité de l’administration temporelle des paroisses. 5è édition augmentée de développements nouveaux et d’un recueil de lois, Paris, Ad. Le Clerc et Cie, Imprimeur-Libraires, 1845.
- Traité de l’administration temporelle des paroisses. Ouvrage augmenté de toutes les nouvelles décisions des tribunaux et de l’administration, de plusieurs questions qui n’avaient pas été discutées, et d’un grand nombre de développements ajoutés aux matières traitées dans les éditions précédentes, Paris, Ad. Le Clerc et Cie, Imprimeur-Libraires, 1839.
- Traité de la propriété des biens ecclésiastiques, Paris, Ad. Le Clerc et Cie, Imprimeur-Libraires, 1837.

### Actes législatifs et administratifs
- Autorisation de réimprimer des livres d’Église, Paris, Ad. Le Clerc et Cie, Imprimeur-Libraires, 1844.
- Avertissement aux catholiques qui veulent contracter mariage avec une personne d’une autre religion, Paris, Ad. Le Clerc et Cie, Imprimeur-Libraires, s.d.
- Catéchisme du diocèse de Paris à l’usage des institutions où l’on apprend les langues anciennes, et des écoles de filles où l’on donne l’instruction du premier degré, Paris, à la librairie pour les livres liturgiques illustrés, Paris, Ad. Le Clerc et Cie, Imprimeur-Libraires, 1846.
- Catéchisme du diocèse de Paris, à l’usage des paroisses, Paris, Ad. Le Clerc et Cie, Imprimeur-Libraires, 1846.
- Chapitre de Saint-Denis, histoire de sa fondation, des négociations pour obtenir son exemption, discussion de ce privilège par M. l’Archevêque de Paris, Paris, Ad. Le Clerc et Cie, Imprimeur-Libraires, 1847.
- Instruction pastorale de Mgr l’Archevêque de Paris sur la composition, l’examen et la publication des livres en faveur desquels les auteurs sollicitent une approbation, Paris, Ad. Le Clerc et Cie, Imprimeur-Libraires, 1842.

•	Instruction pastorale de Monseigneur l'archevêque de Paris sur l’union des dogmes et de la morale, Paris, Ad. Le Clerc et Cie, Imprimeur-Libraires, 1844.
- Instruction pastorale sur les rapports de la Charité avec la Foi, Paris, Ad. Le Clerc et Cie, Imprimeur-Libraires, 1843.
- Instructions sur le rituel de Langres par le cardinal de la Luzerne, Paris, Méguignon junior, 3è éd. 3 vol, 1835.
- Lettre au sujet des archives de l’archevêché, Paris, Ad. Le Clerc et Cie, Imprimeur-Libraires, 1846.
- Lettre circulaire de Monseigneur l’Archevêque de Paris aux curés à propos de la destruction des archives de l’archevêché de Paris et des moyens à employer pour les rétablir en partie par l’intermédiaire de “Programmes” déterminés par Monseigneur l’Archevêque, Paris, Ad. Le Clerc et Cie, Imprimeur-Libraires, 1846.
- Lettre concernant le catéchisme, Paris, Ad. Le Clerc et Cie, Imprimeur-Libraires, 1847.
- Lettre en réponse à celle de M. le Ministre des Cultes du 8 mars 1844, Paris, Ad. Le Clerc et Cie, Imprimeur-Libraires, 1844.

•	Lettre pastorale de Mgr l’Archevêque de Paris qui confirme la condamnation portée par son mandement du 20 août 1847, Paris, Ad. Le Clerc et Cie, Imprimeur-Libraires, 1847.
- Lettre pastorale de Mgr l’archevêque de Paris sur les études ecclésiastiques, à l’occasion du rétablissement des conférences de la faculté de théologie, Paris, Bailly, 1841.
- Lettre pastorale de Monseigneur l’Archevêque de Paris qui ordonne une quête générale, à l’effet d’acquérir, en faveur du diocèse de Paris, l’ancien Monastère des Carmes, Paris, Ad. Le Clerc et Cie, Imprimeur-Libraires, 1847.
- Lettre pastorale sur l’unité de l’Église qui prescrit des prières pour l’Église d’Espagne, Paris, Ad. Le Clerc et Cie, Imprimeur-Libraires, 1842.
- Lettre sur l’œuvre du petit séminaire, 11 décembre 1847, Paris, Ad. Le Clerc et Cie, Imprimeur-Libraires, 1847.
- Mandement de Mgr l’Archevêque de Paris portant condamnation d’un recueil périodique qui a pour titre le Bien social, Paris, Ad. Le Clerc et Cie, Imprimeur-Libraires, 1845.
- Mandement de Mgr l’Archevêque de Paris portant condamnation de deux écrits périodiques publiés sous le nom de la Vérité et le Rappel, Paris, Ad. Le Clerc et Cie, Imprimeur-Libraires, 1847.
- Mandement de Mgr l’Archevêque de Paris pour le Saint temps de Carême 1846, Paris, Ad. Le Clerc et Cie, Imprimeur-Libraires, 1846.
- Mandement de Mgr. L'Archevêque de Paris qui ordonne des prières pour la France, Paris, Ad. Le Clerc et Cie, Imprimeur-Libraires, 1848.
- Mandement de Monseigneur l’Archevêque de Paris en faveur de l’Œuvre des Orphelins de Saint-Vincent-de-Paul par suite du choléra-morbus, Paris, Ad. Le Clerc et Cie, Imprimeur-Libraires, 1840.
- Mandement pour le Carême 2 février 1842, Paris, Ad. Le Clerc et Cie, Imprimeur-Libraires, 1842.
- Mandement pour le Saint temps de Carême 1847 et pour le jubilé universel accordé par N. S.P. le Pape Pie IX à l’occasion de son exaltation, Paris, Le Clerc, 1847.
- Manuel de la Confrérie des saints anges gardiens, érigée dans la paroisse de Saint-Leu de Paris, en 1620, rétablie par un rescrit de N. S. P le Pape Grégoire XVI et par une ordonnance de Mgr Affre, archevêque de Paris, en date du 16 décembre 1844, Paris, impr. de Pollet, 1845.
- Manuel des cérémonies : selon le rite de l’église de Paris : avec notice historique.../ par un prêtre du diocèse ; introd. De Mgr Affre, Paris, Ad. Le Clerc et Cie, Imprimeur-Libraires, 1846.
- Missale pariense / illustrissimi et reverendissimi in christo patris et domini D. Hyacinthi- Ludovici de Quelen jussu recognitum ; illustrissimi et reverendissimi in christo patris et domini D. Dionysii-Augusti Affre typis denuo mandatum, Lutetiae Parisiorum : Sumptibus societatis bibliotpolarum editorum liturgiae pariensis, 1841.
- Ordonnance de Mgr l’Archevêque de Paris concernant le rang des vicaires et le partage du casuel, Paris, Ad. Le Clerc et Cie, Imprimeur-Libraires, 1848.
- Questions proposées par Monseigneur l'archevêque de Paris pour les conférences de 1841, Paris, Ad. Le Clerc et Cie, Imprimeur-Libraires, 1841.
- Η Καινή Διαθήκη =Novum Testamentum Graece et Latine. In Antiquis Testibus Textum Versionis Vulgatae Latinae Indagavit Lectionesque Variantes Stephani et Griesbachii Notavit V.S. Venerabili Jager In Consilium Adhibito Constantinus Tischendorf. (Editio DD. Affre Archiepiscopo Parisiensi Dicata.) Hē Kainē diathēkē =Novum Testamentum Graece et Latine. In Antiquis Testibus Textum Versionis Vulgatae Latinae Indagavit Lectionesque Variantes Stephani et Griesbachii Notavit V.S. Venerabili Jager In Consilium Adhibito Constantinus Tischendorf. (Editio DD. Affre Archiepiscopo Parisiensi Dicata.), Paris, Ed. Ambrosio Firmin Didot, Instituti Regii Franciae Typographo, Via Jacob 56, 1848.
- Denis-Auguste Affre, par la miséricorde divine et la grâce du Saint-Siège apostolique, archevêque de Paris, au clergé de notre diocèse, salut et bénédiction en Notre Seigneur Jésus-Christ, Paris, Ad. Le Clerc et Cie, Imprimeur-Libraires, 1846.
- Paris, le 14 août 1845. Monseigneur, Pendant l'année qui vient de s'écouler, j'ai fait un essai faible et modeste pour la préparation des candidats au baccalauréat et à la licence ès-lettres..., Paris, Ad. Le Clerc et Cie, Imprimeur-Libraires, 1845.
- Questions proposées par Monseigneur l'archevêque pour les conférences de 1846, Paris, Ad. Le Clerc et Cie, Imprimeur-Libraires, 1846.
- Avis sur la retraite ecclésiastique, Paris, Ad. Le Clerc et Cie, Imprimeur-Libraires, 1844.

### Divers
- Lettre de Mgr l’Evêque de Digne (M. D. Sibour) à Mgr l’archevêque de Paris (Denis Affre) contre l’interprétation qu'on a voulu donner de l’article 4 de la loi du 18 germinal an X (25 mars 1844), Digne, imp. De Vve A. Guichard, 1844.
- Adolphe Garnier, Réponse au mémoire de M. l’archevêque de Paris sur l’enseignement philosophique, Paris, Joubert, librairie de la Cour de cassation, Paris, imprimerie de Fain et Thunot, 1844.
- Dernier discours de Montalembert; dans la discussion de la loi sur l’enseignement/Charles-René Forbes Montalembert. Suivi de M. Guizot, avec la réplique ; de la réponse de Mgr l’Archevêque de Paris à son clergé, et de la lettre de Mgr l’Evêque d’Ajaccio à M. le duc de Broglie, Paris, A. Sirou, 1844
- Jean-Joseph-François Poujoulat, Histoire de saint Augustin, sa vie, ses œuvres, son siècle, influence de son génie, précédé d’une lettre de Mgr Affre, Paris, J. Labitte, 1845.

### Oraisons funèbres - Hommages
- Précis des évènements de Paris pendant l’insurrection des 23, 24, 25 et 26 juin 1848, avec des détails très intéressants sur la mort de Mgr Affre, archevêque de Paris, Paris, A. Saintin, 1848.

•	Oraison funèbre de Mgr Denis-Auguste Affre, archevêque de Paris, prononcée en l’église métropolitaine de Paris, le 7 août 1848 par M. l’Abbé Coeur, Paris, Lecoffre, 1848.
- A. Pierre, Programme de la cérémonie funèbre de Mgr l'Archevêque de Paris Pour le 7 Juillet 1848, Alexandre Pierre Rue des Noyers, 27. Paris, près la place Maubert, 1848.
- Paulin Duchesne, Eloge de Denis Auguste Affre, archevêque de Paris, Paris, Ardant, 1848.
- Pape Pie IX, Sanctissimi Domini Nostri Pii, Divina Providentia pape IX allocutio habita in consistorio secreto di XI septembre anni 1848 (sur la mort de Mgr Affre, archevêque de Paris), Romae, apud Cracas, 1849.
- Notice sur la vie et la mort de monseigneur l’archevêque de Paris, Paris, place de la sorbonne, 1848.
- Lettre pastorale au clergé et aux fidèles de son diocèse, à l’occasion de la nouvelle année 1948, en vue d’annoncer un congrès diocésain des vacations et le double centenaire de N.N.S.S. Affre et Frayssinous, Rodez, P. Carrère, 1948.
- Récit des circonstances qui ont précédé et accompagné la mort de Monseigneur l’Archevêque de Paris (Denis-Auguste Affre) : publié avec approbation de M. M. les Vicaires-généraux capitulaires, Paris, Ad. Le Clerc et Cie, Imprimeur-Libraires, 1848.
- Séance publique annuelle du jeudi 5 juillet 1848 : Présidée par M. de Sainte-Aulaire ; Institut national de France, Académie française, Paris, Institut national de France, 1849.

## Pour approfondir